# جورج لامب
جورج لامب (بالإنجليزية: George Lamb)‏ هو مقدم تلفزيوني بريطاني، ولد في 20 ديسمبر 1979 في غرب لندن في المملكة المتحدة.

## وصلات خارجية
- جورج لامب على موقع IMDb (الإنجليزية)
- جورج لامب على موقع قاعدة بيانات الفيلم (الإنجليزية)